# Diocesi di Nissa

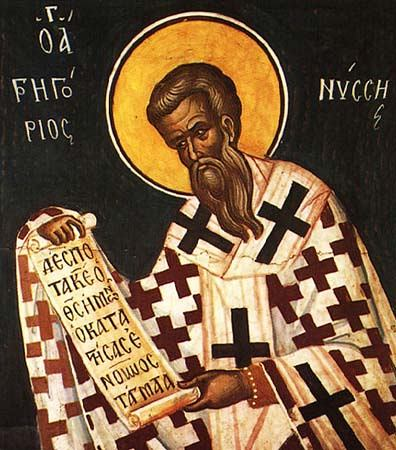
San Gregorio di Nissa: affresco nella chiesa di Chora ad Istanbul.

La diocesi di Nissa (in latino Dioecesis Nyssena) è una sede soppressa del patriarcato di Costantinopoli e sede titolare della Chiesa cattolica.

## Storia
Nissa, localizzata nei pressi del villaggio di Harmandalı, 28 chilometri a sud-ovest di Kırşehir, nel distretto di Ortaköy in Turchia, è un'antica sede episcopale della provincia romana della Cappadocia Prima nella diocesi civile del Ponto. Faceva parte del patriarcato di Costantinopoli ed era suffraganea dell'arcidiocesi di Cesarea.
La diocesi è documentata nelle Notitiae episcopatuum del patriarcato fino al XII secolo.
Il primo vescovo noto di Nissa è san Gregorio, fratello di san Basilio, metropolita di Cesarea nella seconda metà del IV secolo. All'incirca all'epoca del concilio di Efeso del 431, la sede nissena era occupata dal vescovo Eraclide. Musonio prese parte al cosiddetto "brigantaggio" di Efeso del 449 e al concilio di Calcedonia del 451. Giovanni I partecipò al secondo concilio di Costantinopoli nel 553. Giovanni II intervenne al terzo concilio di Costantinopoli nel 680. Paolo era presente al concilio detto in Trullo nel 692. Giovanni III assistette al secondo concilio di Nicea nel 787. Ignazio partecipò al Concilio di Costantinopoli dell'879-880 che riabilitò il patriarca Fozio di Costantinopoli. Nel X secolo sono noti due vescovi, Germano, scrittore ecclesiastico, e Basilio, il cui nome è stato restituito da un sigillo episcopale.
Dal XVIII secolo Nissa è annoverata tra le sedi vescovili titolari della Chiesa cattolica; la sede è vacante dal 7 ottobre 2012.

## Cronotassi

### Vescovi greci
- San Gregorio † (circa 372 - 394 deceduto)
- Eraclide † (menzionato nel 431 circa)
- Musonio † (prima del 449 - dopo il 451)
- Giovanni I † (menzionato nel 553)
- Giovanni II † (menzionato nel 680)
- Paolo † (menzionato nel 692)
- Giovanni III † (menzionato nel 787)
- Ignazio † (menzionato nell'879 circa)
- Germano †
- Basilio † (circa X secolo)[4]

### Vescovi titolari
- Guillaume Tual † (4 febbraio 1715 - 24 febbraio 1716 deceduto)
- Tommaso Bottaro, O.P. † (18 marzo 1716 - 8 agosto 1737 deceduto)
- Kryspin Cieszkowski † (14 dicembre 1772 - 1792 deceduto)
- Federico Guarini, O.S.B. † (16 marzo 1818 - 23 giugno 1828 nominato vescovo di Venosa)
- Joseph Feßler † (7 aprile 1862 - 27 marzo 1865 confermato vescovo di Sankt Pölten)
- Angelo Di Pietro † (25 giugno 1866 - 28 dicembre 1877 nominato arcivescovo titolare di Nazianzo)
- Placido Maria Schiaffino, O.S.B. † (30 agosto 1878 - 30 luglio 1885 nominato cardinale presbitero dei Santi Giovanni e Paolo)
- Antonio Maria de Pol † (25 novembre 1887 - 4 marzo 1888 succeduto vescovo di Vicenza)
- Bartolomeo Bacilieri † (1º giugno 1888 - 12 marzo 1900 succeduto vescovo di Verona)
- Francesco Giacci † (3 ottobre 1900 - 13 luglio 1904 nominato vescovo dei Marsi)
- Giovanni Battista Arista, C.O. † (14 novembre 1904 - 4 novembre 1907 nominato vescovo di Acireale)
- Laureano Vérez de Acevedo, S.I. † (22 agosto 1908 - 31 gennaio 1920 deceduto)
- Jules-Alexandre Cusin † (8 marzo 1920 - 29 maggio 1929 succeduto vescovo di Mende)
- Adriano Bernareggi † (16 dicembre 1931 - 14 aprile 1936 succeduto vescovo di Bergamo)
- Biagio Budelacci † (18 giugno 1936 - 27 agosto 1973 deceduto)
- Roman Danylak † (16 dicembre 1992 - 7 ottobre 2012 deceduto)